# Schinderhannes (1928)
Schinderhannes ist ein deutscher Stummfilm aus dem Jahre 1928 um den legendären Räuberhauptmann aus dem Hunsrück. Unter der Regie von Kurt Bernhardt spielte Hans Stüwe den Titelhelden, an seiner Seite Lissy Arna sowie Albert Steinrück in einer seiner letzten Filmrollen. Carl Zuckmayer, der kurz zuvor (1927) die literarische Vorlage, sein Schinderhannes-Stück, zur Uraufführung gebracht hatte, arbeitete am Drehbuch zu diesem Film mit.

## Handlung
Der Film spielt im Hunsrück in der Zeit von 1796 bis 1803. Johann „Hannes“ Bückler, von der Bevölkerung und seinen Anhängern nur „Schinderhannes“ genannt, führt einen Kampf gegen mehrere Gegner. Als eine Art Robin Hood beraubt er am linken Rheinufer die Reichen zum Wohle der Armen, an die er sein Beutegut verteilt. Außerdem steht er in Opposition zu Napoleons Besatzungssoldaten, die sich durch das Treiben des Räuberhauptmanns, der sich einst der Bande des alten Leyendecker angeschlossen hat, empfindlich in ihrer Herrschaft gestört fühlen. In Mainz verkauft Schinderhannes das erbeutete Gut an einen befreundeten Händler. 
Eines Tages lernt er im Wirtshaus ein hübsches Mädchen namens Julchen Blasius kennen. Sie verlieben sich ineinander, und Julchen muss sich wohl oder übel für ein Leben in der Illegalität entscheiden. Beide besuchen den alten Bückler, den Vater des Räuberhauptmanns. Dort geraten sie beinahe in die Hände von Gendarmen, die für die Franzosen die Polizeigewalt ausüben. Eines Tages wird der Wagemut des Schinderhannes schwer bestraft. Eine besonders verwegene Aktion wird von einem der Seinen an die Franzosen verraten. Schinderhannes, von dem Julchen bereits ein Kind erwartet, gerät in einen Hinterhalt der napoleonischen Kamarilla und wird von ihr in einem Akt, welcher der allgemeinen Abschreckung dienen soll, hingerichtet.

## Produktionsnotizen
Schinderhannes entstand in den Monaten November 1927 bis Januar 1928 in den Jofa-Ateliers. Der Film passierte am 30. Januar 1928 die Zensur, erhielt das Prädikat „künstlerisch“ und wurde am 1. Februar 1928 im Berliner Tauentzienpalast uraufgeführt. Der Film mit sechs Akten, verteilt auf 2703 Meter, wurde mit einem Jugendverbot belegt. 
Heinrich C. Richter entwarf die Filmbauten, Fritz Brunn und Conny Carstennsen waren die Aufnahmeleiter.

## Wissenswertes
Der Film, vom kommunistischen Produzenten Willi Münzenberg als kapitalismuskritische Anklage konzipiert, wurde wegen seiner antinapoleonischen (= antifranzösischen) Note im damals französisch besetzten Rheinland verboten, „sorgte für diplomatische Verstimmungen zwischen Paris und Berlin und durfte erst nach Änderungen gezeigt werden.“

## Kritik und sozialpolitische Einordnung
Paimann’s Filmlisten resümierte: „Das Sujet hat eine Reihe starker und ergreifender Momente und packende Massenszenen. (…) Stüwes Schinderhannes ist echt und eindrucksvoll, ebenso die Richard in der Rolle seiner Mutter, auch das übrige Ensemble charakteristisch. Die Regie ist sorgfältig, bringt Stimmungen aber auch einige Wiederholungen, die Photographie oft etwas grau, sonst aber gut.“

„Zur Verbreitung von Räubermythen trug nicht zuletzt auch in hohem Maße das Medium Film bei, was sich in Sonderheit an der Umsetzung des Schinderhannes-Stoffes nachweisen lässt: In der ersten Verfilmung, die 1928 unter der Leitung von Kurt Bernhardt stand, wurde Schinderhannes besonders im Hinblick auf die Wirtschaftskrisen und das Phänomen der Massenarmut in der Weimarer Republik als ‚Rebell vom Rhein', als proletarischer Vorkämpfer gegen die kapitalistische Klassengesellschaft präsentiert.“